# Steinkohlentonne
Die Steinkohlentonne war ein Volumenmaß in Hamburg. Das Maß wurde am 28. Mai 1823 und nochmals für den Handel mit Steinkohle am 22. April 1825 reguliert und bestätigt. Die Tonne wurde abweichend gestrichen verwendet.
- 1 Steinkohlentonne = 16438 Kubikzoll (hamb.) = 11286 Pariser Kubikzoll[1] = 223,87 Liter
- 1 Hektoliter = 0,44668 Steinkohlentonne